# あいち保育共同連合会
あいち保育共同連合会は、愛知県小規模保育所連合会が2014年度に改称されたものである。主な活動は、署名活動、愛知県や名古屋市との交渉、学習会である。

## 保育園一覧
- あいかわ保育園（緑区）
- あおぞら保育園（天白区）
- 池内わらべ保育園（昭和区）
- 犬山さくら保育園（犬山市）
- いりなか保育園（昭和区）
- おおしま保育園（千種区）
- かもめ保育園（一宮市）
- かもめ三ツ井保育園（一宮市）
- かわらまち保育園（中区）
- かわらまち夜間保育園（中区）
- くさの実保育園（西尾市）
- くまのまえ保育園（緑区）
- けやきの木保育園（中村区）
- こぐま保育園（刈谷市）
- こすもす保育園（瑞穂区）
- さざんか保育園（瑞穂区）
- 清明山保育園（千種区）
- 田代保育園（千種区）
- たんぽぽ保育園（瑞穂区）
- 第一そだち保育園（春日井）
- 第二こぐま保育園（刈谷市）
- 第二そだち保育園（春日井）
- 第二めいほく保育園（北区）
- 天使みつばち保育園（春日井）
- どんぐり保育園（千種区）
- なえしろ保育園（守山区）
- ななくさ保育園（瑞穂区）
- のぎく保育園（熱田区）
- ひまわり保育園（昭和区）
- びわの実保育園（中村区）
- ほしざき保育園（南区）
- みよし保育園（緑区）
- めいほく保育園（北区）
- めばえ保育園（天白区）
- やだ保育園（東区）